# Gyorskorcsolya a 2022. évi téli olimpiai játékokon
A 2022. évi téli olimpiai játékokon a gyorskorcsolya versenyszámait a pekingi Nemzeti gyorskorcsolya-pályán rendezték február 5. és 19. között. A férfiaknak és a nőknek egyaránt 7–7 versenyszámban osztottak érmeket.

## Naptár
Az időpontok helyi idő szerint (UTC+8) és magyar idő szerint (UTC+1) olvashatóak. A döntők kiemelt háttérrel vannak jelölve.
| Dátum       | Helyi idő | Magyar idő | Versenyszám                       |
| ----------- | --------- | ---------- | --------------------------------- |
| február 5.  | 16:30     | 9:30       | női 3000 m                        |
| február 6.  | 16:30     | 9:30       | férfi 5000 m                      |
| február 7.  | 16:30     | 9:30       | női 1500 m                        |
| február 8.  | 18:30     | 11:30      | férfi 1500 m                      |
| február 10. | 20:00     | 13:00      | női 5000 m                        |
| február 11. | 16:00     | 9:00       | férfi 10 000 m                    |
| február 12. | 16:00     | 9:00       | női csapatverseny, negyeddöntők   |
| február 12. | 16:00     | 9:00       | férfi 500 m                       |
| február 13. | 21:00     | 14:00      | férfi csapatverseny, negyeddöntők |
| február 13. | 21:00     | 14:00      | női 500 m                         |
| február 15. | 14:30     | 7:30       | női csapatverseny, döntők         |
| február 15. | 14:30     | 7:30       | férfi csapatverseny, döntők       |
| február 17. | 16:30     | 9:30       | női 1000 m                        |
| február 18. | 16:30     | 9:30       | férfi 1000 m                      |
| február 19. | 15:00     | 8:00       | férfi tömegrajtos                 |
| február 19. | 15:00     | 8:00       | női tömegrajtos                   |

## Éremtáblázat
(Az egyes számoszlopok legmagasabb értéke, vagy értékei vastagítással kiemelve.)
| A 2022. évi téli olimpiai játékok éremtáblázata gyorskorcsolyában | A 2022. évi téli olimpiai játékok éremtáblázata gyorskorcsolyában | A 2022. évi téli olimpiai játékok éremtáblázata gyorskorcsolyában | A 2022. évi téli olimpiai játékok éremtáblázata gyorskorcsolyában | A 2022. évi téli olimpiai játékok éremtáblázata gyorskorcsolyában | Olimpia  |
| ----------------------------------------------------------------- | ----------------------------------------------------------------- | ----------------------------------------------------------------- | ----------------------------------------------------------------- | ----------------------------------------------------------------- | -------- |
|                                                                   | Ország                                                            | Arany                                                             | Ezüst                                                             | Bronz                                                             | Összesen |
| 1.                                                                | Hollandia (NED)                                                   | 6                                                                 | 4                                                                 | 2                                                                 | 12       |
| 2.                                                                | Svédország (SWE)                                                  | 2                                                                 | 0                                                                 | 0                                                                 | 2        |
| 3.                                                                | Japán (JPN)                                                       | 1                                                                 | 3                                                                 | 1                                                                 | 5        |
| 3.                                                                | Kanada (CAN)                                                      | 1                                                                 | 3                                                                 | 1                                                                 | 5        |
| 5.                                                                | Egyesült Államok (USA)                                            | 1                                                                 | 0                                                                 | 2                                                                 | 3        |
| 5.                                                                | Norvégia (NOR)                                                    | 1                                                                 | 0                                                                 | 2                                                                 | 3        |
| 7.                                                                | Belgium (BEL)                                                     | 1                                                                 | 0                                                                 | 0                                                                 | 1        |
| 7.                                                                | Kína (CHN)                                                        | 1                                                                 | 0                                                                 | 0                                                                 | 1        |
|                                                                   |                                                                   |                                                                   |                                                                   |                                                                   |          |
| 9.                                                                | Dél-Korea (KOR)                                                   | 0                                                                 | 2                                                                 | 2                                                                 | 4        |
| 10.                                                               | Olaszország (ITA)                                                 | 0                                                                 | 1                                                                 | 2                                                                 | 3        |
| 11.                                                               | Az Orosz Olimpiai Bizottság versenyzői (ROC)                      | 0                                                                 | 1                                                                 | 1                                                                 | 2        |
|                                                                   |                                                                   |                                                                   |                                                                   |                                                                   |          |
| 12.                                                               | Csehország (CZE)                                                  | 0                                                                 | 0                                                                 | 1                                                                 | 1        |
|                                                                   |                                                                   |                                                                   |                                                                   |                                                                   |          |
| Összesen                                                          | Összesen                                                          | 14                                                                | 14                                                                | 14                                                                | 42       |

## Érmesek
A rövidítések jelentése a következő:
- WR: világrekord
- OR: olimpiai rekord

### Férfi
| A 2022. évi téli olimpiai játékok érmesei férfi gyorskorcsolyában |                                                                                |             | |          |                                                                                    |          |
| Versenyszám                                                       | Arany                                                                          | Arany       | Ezüst                                                                                               | Ezüst    | Bronz                                                                              | Bronz    |
| 500 m                                                             | Kao Ting-jü (Gao Tingyu) · Kína (CHN)                                          | 34,32 OR    | Csha Mingju (Cha Min-kyu) · Dél-Korea (KOR)                                                         | 34,39    | Morisige Vataru · Japán (JPN)                                                      | 34,50    |
| 1000 m                                                            | Thomas Krol · Hollandia (NED)                                                  | 1:07,92     | Laurent Dubreuil · Kanada (CAN)                                                                     | 1:08,32  | Håvard Holmefjord Lorentzen · Norvégia (NOR)                                       | 1:08,48  |
| 1500 m                                                            | Kjeld Nuis · Hollandia (NED)                                                   | 1:43,21 OR  | Thomas Krol · Hollandia (NED)                                                                       | 1:43,55  | Kim Minszok (Kim Min-seok) · Dél-Korea (KOR)                                       | 1:44,24  |
| 5000 m                                                            | Nils van der Poel · Svédország (SWE)                                           | 6:08,84 OR  | Patrick Roest · Hollandia (NED)                                                                     | 6:09,31  | Hallgeir Engebråten · Norvégia (NOR)                                               | 6:09,88  |
| 10 000 m                                                          | Nils van der Poel · Svédország (SWE)                                           | 12:30,74 WR | Patrick Roest · Hollandia (NED)                                                                     | 12:44,59 | Davide Ghiotto · Olaszország (ITA)                                                 | 12:45,98 |
| Tömegrajtos                                                       | Bart Swings · Belgium (BEL)                                                    | 63 pont     | Csong Dzsevon (Jeong Jae-won) · Dél-Korea (KOR)                                                     | 40 pont  | I Szunghun (Lee Seung-hun) · Dél-Korea (KOR)                                       | 20 pont  |
| Csapatverseny                                                     | Norvégia (NOR) · Hallgeir Engebråten · Peder Kongshaug · Sverre Lunde Pedersen | 3:38,08     | Az Orosz Olimpiai Bizottság versenyzői (ROC) · Danyiil Aldoskin · Szergej Trofimov · Ruslan Zaharov | 3:40,46  | Egyesült Államok (USA) · Casey Dawson · Emery Lehman · Joey Mantia · Ethan Cepuran | 3:38,81  |

### Női
| A 2022. évi téli olimpiai játékok érmesei női gyorskorcsolyában |                                                                      |            |                                                       |         |                                                                                         |         |
| Versenyszám                                                     | Arany                                                                | Arany      | Ezüst                                                 | Ezüst   | Bronz                                                                                   | Bronz   |
| 500 m                                                           | Erin Jackson · Egyesült Államok (USA)                                | 37,04      | Takagi Miho · Japán (JPN)                             | 37,12   | Angelina Golikova · Az Orosz Olimpiai Bizottság versenyzői (ROC)                        | 37,21   |
| 1000 m                                                          | Takagi Miho · Japán (JPN)                                            | 1:13,19 OR | Jutta Leerdam · Hollandia (NED)                       | 1:13,83 | Brittany Bowe · Egyesült Államok (USA)                                                  | 1:14,61 |
| 1500 m                                                          | Ireen Wüst · Hollandia (NED)                                         | 1:53,28 OR | Takagi Miho · Japán (JPN)                             | 1:53,72 | Antoinette de Jong · Hollandia (NED)                                                    | 1:54,82 |
| 3000 m                                                          | Irene Schouten · Hollandia (NED)                                     | 3:56,93 OR | Francesca Lollobrigida · Olaszország (ITA)            | 3:58,06 | Isabelle Weidemann · Kanada (CAN)                                                       | 3:58,64 |
| 5000 m                                                          | Irene Schouten · Hollandia (NED)                                     | 6:43,51 OR | Isabelle Weidemann · Kanada (CAN)                     | 6:48,18 | Martina Sáblíková · Csehország (CZE)                                                    | 6:50,09 |
| Tömegrajtos                                                     | Irene Schouten · Hollandia (NED)                                     | 60 pont    | Ivanie Blondin · Kanada (CAN)                         | 40 pont | Francesca Lollobrigida · Olaszország (ITA)                                              | 20 pont |
| Csapatverseny                                                   | Kanada (CAN) · Ivanie Blondin · Valérie Maltais · Isabelle Weidemann | 2:53,44 OR | Japán (JPN) · Szató Ajano · Takagi Miho · Takagi Nana | 3:04,47 | Hollandia (NED) · Marijke Groenewoud · Irene Schouten · Ireen Wüst · Antoinette de Jong | 2:56,86 |